# CFモントリオール
CFモントリオール（フランス語: Club de Foot Montréal）は、カナダの都市モントリオールをホームタウンとする、アメリカ合衆国を中心とするプロサッカーリーグ（メジャーリーグサッカー）に越境参加するクラブ。2020年までのチーム名はモントリオール・インパクト（フランス語: Impact de Montréal, 英語: Montreal Impact）。

## 概要
乳業会社のサプト社を経営するイタリア系移民のサプト家によって設立された。MLSに所属するチームの中では唯一フランス語圏のチームとなり、名称にも英語（Montreal Impact）とフランス語（Impact de Montréal）の二つがあり、チームのモットーもTous pour gagner（All for victory）とフランス語である。本拠地はスタッド・サプトだが、大きな試合の場合は収容人数の多いオリンピックスタジアムが使われることもある。
結成以来ユナイテッドサッカーリーグに所属していたが、2010年にアメリカ合衆国サッカー連盟2部プロフェッショナルリーグ・NASL（North American Soccer League　北米サッカーリーグ）ディビジョン、更に2011年から北米サッカーリーグ（新）に移籍するなど、結成以来アメリカ2部リーグ相当クラスで活動し続けたが、2012年よりアメリカ1部リーグのMLSに参加。MLSに所属するカナダのチームとしては3チーム目になる。1993年から2007年まではクロード・ロビラール総合競技場でプレーしていた。
なお、Bチーム（日本のサテライト相当）に当たる「モントリオール・インパクトアカデミー」がカナダサッカーリーグ1部（MLSから3部相当）にかつて参戦していた元アルビレックス新潟・深澤仁博が日本人で初めて2005年度シーズンにモントリオール・インパクトへ入団した。

## 歴史
1993年、前年に解散したカナダ・サッカーリーグのモントリオール・サプトを引き継ぐ形でイタリア系移民のサプト家によって設立。アメリカン・プロフェッショナル・サッカーリーグに加盟。
1997年からはAリーグに加盟。
2005年、Aリーグがユナイテッドサッカーリーグの1部に統合。
2008年、この年創設されたカナディアン・チャンピオンシップで優勝。
2011年、北米サッカーリーグに加盟。SCバスティアからハッソウン・カマラを獲得。7位でシーズンを終えた。
2012年、メジャーリーグ・サッカーに加盟。前年インテルとの契約を解除されたネルソン・リバスやベシクタシュJKのマッテオ・フェラーリを獲得。5月に行われたカナディアン・チャンピオンシップは初戦でトロントFCに敗北。5月24日にボローニャFCのマルコ・ディ・ヴァイオを獲得、7月にはACミランのアレッサンドロ・ネスタが加入した。シーズンは東地区7位、リーグ12位に終わった。
2013年、ボローニャFCからレンタル移籍でダニエレ・パポーニとアンドレア・ピサヌが加入。4月下旬から行われたカナディアン・チャンピオンシップでは2008年以来の優勝を果たした。7月23日にUDアルメリアからエルナン・ベルナルデージョ、26日にウィガン・アスレティックFCからアドリアン・ロペスを獲得。
CONCACAFチャンピオンズリーグ2014-15・決勝で メキシコのクラブ・アメリカに2戦合計3-5で敗れて準優勝となった。
2021年1月14日、チームは新チーム名「Club de Foot Montreal（CF Montreal）」及び新しいロゴを発表した。
2月25日にチームはティエリ・アンリ監督の退任を発表した。

## タイトル
- カナディアン・チャンピオンシップ：5回
  - 2008, 2013, 2014, 2019, 2021

## 過去の成績
| 年   | ディビジョン | ディビジョン | ディビジョン | ディビジョン | ディビジョン | ディビジョン | ディビジョン | ポジション | ポジション | プレーオフ           | カナディアン チャンピオンシップ |
| 年   | 試           | 勝           | 分           | 敗           | 得           | 失           | 点           | レギュラー | 全体       | プレーオフ           | カナディアン チャンピオンシップ |
| ---- | ------------ | ------------ | ------------ | ------------ | ------------ | ------------ | ------------ | ---------- | ---------- | -------------------- | ------------------------------- |
| 2012 | 34           | 12           | 16           | 6            | 45           | 51           | 42           | 東7位      | 12位       | DNQ                  | 準決勝敗退                      |
| 2013 | 34           | 14           | 13           | 7            | 50           | 49           | 49           | 東5位      | 11位       | ノックアウトラウンド | 優勝                            |
| 2014 | 34           | 6            | 18           | 10           | 38           | 58           | 28           | 東10位     | 19位       | DNQ                  | 優勝                            |
| 2015 | 34           | 15           | 13           | 6            | 48           | 44           | 51           | 東3位      | 7位        | C-準決勝敗退         | 準優勝                          |
| 2016 | 34           | 11           | 11           | 12           | 49           | 53           | 45           | 東5位      | 11位       | C-準優勝             | 準決勝敗退                      |
| 2017 | 34           | 11           | 17           | 6            | 52           | 58           | 39           | 東9位      | 17位       | DNQ                  | 準優勝                          |
| 2018 | 34           | 14           | 16           | 4            | 47           | 53           | 46           | 東7位      | 15位       | DNQ                  | 準決勝敗退                      |
| 2019 | 34           | 12           | 17           | 5            | 47           | 60           | 41           | 東9位      | 18位       | DNQ                  | 優勝                            |
| 2020 | 28           | 8            | 13           | 2            | 33           | 43           | 26           | 東9位      | 18位       | プレイインラウンド   | DNQ                             |
| 2021 | 34           | 12           | 12           | 10           | 46           | 44           | 46           | 東10位     | 18位       | DNQ                  | 優勝                            |
| 2022 | 34           | 20           | 9            | 5            | 63           | 50           | 65           | 東2位      | 3位        | 準々決勝敗退         | 準決勝敗退                      |
| 2023 | 34           | 12           | 17           | 5            | 36           | 52           | 41           | 東10位     | 20位       | DNQ                  | 準優勝                          |
| 2024 | 34           | 11           | 13           | 10           | 48           | 64           | 43           | 東8位      | 17位       | ワイルドカードゲーム | 準々決勝敗退                    |

## 平均観客動員
| 年   | レギュラーシーズン | プレーオフ |
| ---- | ------------------ | ---------- |
| 2012 | 22,772             | -          |
| 2013 | 20,603             |            |
| 2014 | 17,557             | -          |
| 2015 | 17,750             | 17,862     |
| 2016 | 20,669             |            |
| 2017 | 20,046             | -          |
| 2018 | 18,574             | -          |
| 2019 | 16,171             | -          |
| 2020 | 5,439              |            |
| 2021 |                    | -          |
| 2022 | 14,828             |            |
| 2023 | 17,552             | -          |
| 2024 | 19,619             |            |

## 現所属メンバー
2020年3月1日現在
注：選手の国籍表記はFIFAの定めた代表資格ルールに基づく。
| No. | Pos. |                | 選手名                            |
| --- | ---- | -------------- | --------------------------------- |
| 1   | GK   | アメリカ合衆国 | イヴァン・ブッシュ                |
| 2   | MF   | ケニア         | ビクター・ワニアマ (DP)           |
| 4   | DF   | フランス       | ルディ・カマチョ                  |
| 5   | DF   | イングランド   | ルイス・ビンクス                  |
| 6   | MF   | カナダ         | サミュエル・ピエット              |
| 7   | DF   | フランス       | ロッド・ファンニ                  |
| 8   | MF   | アルジェリア   | サフィル・タイデル () (DP)        |
| 9   | MF   | スペイン       | ボージャン・クルキッチ ()         |
| 11  | FW   | カナダ         | アンソニー・ジャクソン＝ハメル () |
| 14  | MF   | ドイツ         | アマル・セイディク                |
| 15  | DF   | カナダ         | ザッカリー・ブロー＝ギラード()    |
| 16  | DF   | カナダ         | ジョエル・ウォーターマン          |
| 17  | MF   | カナダ         | バル・タブラ                      |
| 18  | MF   | ナイジェリア   | オルジ・オクウォンクォ            |

| No. | Pos. |              | 選手名                     |
| --- | ---- | ------------ | -------------------------- |
| 19  | MF   | ハイチ       | スティーブン・サバ         |
| 21  | MF   | フィンランド | ラッシ・ラッパライネン     |
| 22  | DF   | フィンランド | ユッカ・ライタラ ()        |
| 23  | GK   | セネガル     | クレマン・ディオプ ()      |
| 24  | DF   | カナダ       | カリファ・ヤオ             |
| 25  | MF   | アルゼンチン | エマニュエル・マシエル     |
| 26  | DF   | キューバ     | ホルヘ・コラレス           |
| 27  | MF   | カナダ       | クレメント・バイハ         |
| 28  | MF   | カナダ       | イスマエル・コネ           |
| 29  | MF   | カナダ       | マテュー・ショワニエール   |
| 30  | MF   | ホンジュラス | ロメル・キオト             |
| 37  | FW   | アルゼンチン | マキシミリアーノ・ウルティ |
| 41  | GK   | カナダ       | ジェームズ・パンテミス     |
| --  | FW   | ノルウェー   | ビヨルン・ヨハンセン       |

※DPは特別指定選手を示す。

### ローン移籍
in
注：選手の国籍表記はFIFAの定めた代表資格ルールに基づく。
| No. | Pos. |              | 選手名                                |
| --- | ---- | ------------ | ------------------------------------- |
| 18  | MF   | ナイジェリア | オルジ・オクウォンクォ (ボローニャFC) |

| No. | Pos. |              | 選手名                                |
| --- | ---- | ------------ | ------------------------------------- |
| 21  | MF   | フィンランド | ラッシ・ラッパライネン (ボローニャFC) |

## 歴代監督
- エディ・フィルマーニ（英語版） 1993
- ヴァレリオ・ガッツォーラ 1994-1997, 2000-2001
- ポール・キットソン（英語版） 1998
- タッソ・コウトソウコス（英語版） 1998-2000
- ゾーラン・ヤンコビッチ（英語版） 2000
- ボブ・リリー（英語版） 2002-2003
- ジョン・リムニエイティス（英語版） 2008-2009
- マルク・ドス・サントス（英語版） 2009-2011
- ニック・デ・サンティス（英語版） 2001, 2004-2008, 2011
- ジェシー・マーシュ 2011-2012
- マウロ・ビエロ（英語版） 2012-2013
- マルコ・スカーリバウム（英語版） 2013
- フランク・クロパス（英語版） 2014-2015
- マウロ・ビエロ（英語版） 2015-2017
- レミ・ガルド 2017-2019
- ウィルメール・カブレラ 2019
- ティエリ・アンリ 2019-2021
- ヴィルフリート・ナンシー（英語版） 2021-

## 歴代所属選手

### GK
- トロイ・パーキンス 2011-2012
- ドノヴァン・リケッツ 2012

### DF
- アレッサンドロ・ネスタ 2012-2013
- マッテオ・フェラーリ 2012-2014
- ネルソン・リバス 2012-2014
- ローラン・シマン 2015-2017

### MF
- 深澤仁博 2005-2006
- マルコ・ドナデル 2015-2018
- ナイジェル・レオ＝コーカー 2015
- ブレリム・ジェマイリ 2017
- サミュエル・ピエット 2017-
- クロリッキー健 2018-2019

### FW
- マウリシオ・サーレス・ダ・アレンカール 2006
- ベルナルド・コッラーディ 2012
- マルコ・ディ・ヴァイオ 2012-2014
- 中島ファラン一生 2014
- ディディエ・ドログバ 2015-2016
- ボージャン・クルキッチ 2019-2021